# 淺井孝行
淺井孝行（日语：／ Asai Takayuki，1987年1月21日—），日本男演員、配音員、旁白。出身於鹿兒島縣。身高170cm。向日葵劇團所屬。

## 演出

### 電視劇
- 東京庭院獨門獨戶（日语：東京庭付き一戸建て）（2002年，日本電視台）—飾 福田三郎（少年時期）
- Stand UP!!（2003年，TBS）
- 這裡是本池上署（日语：こちら本池上署）（第3系列） 第4話 （2004年2月2日，TBS）—飾 高中生
- 冷暖人間（第7系列） 第1話（2004年4月1日，TBS）
- 刑事搜查線（日语：はみだし刑事情熱系）（PART8最終章） 第9、10話（2004年6月9、16日，朝日電視台）
- 熱血校園 ～出發時不良少年的夢想（日语：ヤンキー母校に帰る）（2005年3月27日，TBS）—飾 西澤克史
- 空姐真命苦 第7話（2006年8月16日，日本電視台）
- NHK大河劇 風林火山（2007年，NHK）
- 週六電視劇（日语：土曜ドラマ (NHK)） 新街頭律師（日语：新マチベン ～オトナの出番～）（2007年，NHK）
- 超人七號X 第8話（2007年，中部日本放送）—飾 販毒集團成員
- 週六電視劇 如火如荼（日语：フルスイング (テレビドラマ)）（2008年1月—2月，NHK）—飾 工藤篤志
- 雙頭犬（日语：オルトロスの犬） 第1、4話（2009年7月24日、8月14日，TBS）—飾 少年

### 電影
- 飛女刑事 Code Name 麻宮佐紀（日语：飛女刑事 Code Name 麻宮佐紀）（2006年）

### CF
- 城南預備學校（日语：城南予備校）

### 電視動畫
- 創聖機械天使 LOGOS（2015年）—飾 土聞努虫[3][4]
- 王之逆襲：意志的繼承者（日语：キングスレイド）（2021年）—飾 帕維亞
- 吉伊卡哇（2022年—2024年）—飾 栗子饅頭[5]
- AI電子基因（2023年）—飾 投訴者A
- 超超超超超喜歡你的100個女朋友（2023年）—飾 殭屍B

### 遊戲
- 最終幻想VII 重製版（2020年4月10日）—飾 魏吉[6]
- 闇影詩章（2022年9月1日）—飾 栗子饅頭[7]
- 最終幻想VII 重生（2024年2月29日）—飾 魏吉

### 外語配音

#### 動畫
- 馴龍高手（2010年）—飾 鼻涕粗·約葛森
- 馴龍高手 ～博克島騎士～（2013年）—飾 鼻涕粗·約葛森
- 馴龍高手3（2019年）—飾 鼻涕粗·約葛森[8]

### 舞台
- 12.9 1980 約翰·藍儂前一天遭槍擊身亡（2007年）—飾 拉瑞
- 安妮 ～摘自安妮的日記～（2009年）—飾 希特勒
- （2011年8月1日—23日，杉並區立杉並藝術會館（日语：杉並区立杉並芸術会館））

## 外部連結
- 淺井孝行｜向日葵劇團 （日語）
- 淺井孝行 （页面存档备份，存于） （日語）—Talent Date Bank
- 淺井孝行 （页面存档备份，存于） （日語）—日本藝人名鑑（日语：日本タレント名鑑）
- （日語）—WEB THE TELEVISION（日语：ザテレビジョン）
- 淺井孝行 （页面存档备份，存于） （日語）—SEIGURA web
- （日語）—goo人名事典
- 淺井孝行 （页面存档备份，存于） （日語）—KINENOTE
- 淺井孝行 （页面存档备份，存于） （日語）—oricon
- 淺井孝行 （页面存档备份，存于） （日語）—MOVIE WALKER PRESS（日语：MOVIE WALKER PRESS）
- 淺井孝行 （页面存档备份，存于） （日語）—電影.com（日语：映画.com）